# Voise Winters
Voise Lee Winters Harris (Chicago, Illinois; 12 de octubre de 1962) es un exjugador de baloncesto estadounidense con pasaporte español que disputó 4 partidos en la NBA, jugando posteriormente durante quince temporadas en 18 equipos diferentes de 6 países europeos. Con 2,03 metros de estatura, jugaba en la posición de ala-pívot.

## Trayectoria deportiva

### Universidad
Jugó durante dos temporadas con los Braves de la Universidad de Bradley, en las que promedió 14,2 puntos, 5,7 rebotes y 1,7 asistencias por partido. En su año de novato participó en la consecución del National Invitation Tournament, mientras que en las tres restantes fue incluido en los mejores quintetos de la Missouri Valley Conference, en el segundo en 1983 y 1984 y en el primero en 1985.

### Profesional
Fue elegido en la cuadragésimo cuarta posición del Draft de la NBA de 1985 por Philadelphia 76ers, donde únicamente disputó 4 partidos en los que anotó 6 puntos en total, siendo posteriormente despedido.
A partir de ese momento inició una vertiginosa carrera por el baloncesto europeo, que le llevó a jugar en 18 equipos diferentes a lo largo de 15 temporadas. Jugó en la liga francesa en siete equipos diferentes, en la Primera B española, en el Valvi Girona y en el Cajahuelva, en la liga inglesa, la israelí, la turca, la alemana y la liga ACB, en el Dyc Breogán, el Tau Cerámica, el Cáceres Club Baloncesto y el Club Ourense Baloncesto.
Nacionalizado español desde 1998, sus mayores logros los consiguió principalmente en España, siendo el máximo anotador y reboteador de la Primera B jugando con el Valvi Girona en la temporada que ascendieron a la liga ACB, y consiguiendo ganar la Copa del Rey con el Tau Cerámica en 1999. disputó además el All-Star Game de la liga inglesa en 1996 con el Sheffield Sharks, donde además ganó el concurso de mates.
En marzo de 2001, ya con 39 años, fichó por el Club Ourense Baloncesto para sustituir a Mike Brown, pero tras tres partidos en los que únicamente consiguió anotar 2 puntos en 46 minutos sobre la pista, fue despedido, retirándose definitivamente.

## Estadísticas de su carrera en la NBA

### Temporada regular
| Temporada | Edad | Equipo             | Liga | P | TIT | MIN | TC  | TCA | %TC  | 3P  | 3PA | %3P  | TL  | TLA | %TL | R.OF. | R.DEF. | REB | ASIS | ROB | TAP | PER | FP  | PTS |
| 1985-86   | 23   | Philadelphia 76ers | NBA  | 4 | 0   | 4.3 | 0.8 | 3.3 | .231 | 0.0 | 0.3 | .000 | 0.0 | 0.0 |     | 0.3   | 0.5    | 0.8 | 0.0  | 0.3 | 0.0 | 0.5 | 0.3 | 1.5 |
| Total     |      |                    | NBA  | 4 | 0   | 4.3 | 0.8 | 3.3 | .231 | 0.0 | 0.3 | .000 | 0.0 | 0.0 |     | 0.3   | 0.5    | 0.8 | 0.0  | 0.3 | 0.0 | 0.5 | 0.3 | 1.5 |